# Masonella
Masonella, en ocasiones erróneamente denominado Armasonellum, es un género de foraminífero bentónico de la subfamilia Oryctoderminae, de la familia Crithioninidae, de la superfamilia Saccamminoidea, del suborden Saccamminina y del orden Astrorhizida. Su especie tipo es Masonella planulata. Su rango cronoestratigráfico abarca el Holoceno.

## Discusión
Clasificaciones previas incluían Verrucina en la subfamilia Crithionininae, de la familia Hemisphaeramminidae, de la superfamilia Astrorhizoidea, así como en el suborden Textulariina del orden Textulariida.

## Clasificación
Masonella incluye a las siguientes especies:
- Masonella patelliformis
- Masonella planulata